# Josep Punsola i Vallespí
Josep Punsola i Vallespí (Mataró, Maresme, 19 d'agost de 1913 - Mataró, Maresme, 10 de maig de 1949) fou un poeta mataroní. Membre molt actiu de la Unió Excursionista de Catalunya (UEC), va treballar intensament per recuperar la cultura catalana després de la Guerra Civil espanyola.
A Mataró, la seva ciutat natal, va organitzar una secció musical a la seu de la Unió Excursionista de Catalunya i va col·laborar amb el músic i escriptor Elisard Sala i Casassas en l'elaboració de les lletres de les Cançons de muntanya, de nit i de camí (1949). Va ser guionista de pel·lícules amateurs, com Porta Closa (1948), d'Enric Fité.
El 1949 es va editar un recull de la seva obra poètica, Poesies, que es va reeditar l'any 1970. L'any 1989 el Patronat Municipal de Cultura de Mataró va editar la seva Obra Poètica Completa, a cura de Maria-Mercè Bruguera i Barbany (ISBN 8486556767).

## Biografia
Josep Punsola i Vallespí nasqué a Mataró el 19 d'agost de 1913, fill gran del matrimoni entre Anton Punsola i Bassó, fill de Sant Andreu de Llavaneres, i Rosa Vallespí i Massip, nascuda a Almatret. Va estudiar als Maristes on va començar a mostrar interès per la lectura comprant llibres a mitges amb el seu cosí Ramon Teixidó o a través de les biblioteques del moment.
Va treballar d'escrivent en diferents empreses i en aquests anys de joventut s'interessà per l'esport i l'excursionisme. D'arrelat sentiment catalanista, va viure l'efervescència política i social dels anys 30 afiliant-se al Bloc Obrer i Camperol, encara que la seva militància durà pocs mesos. La Guerra Civil escapçà aquests anys d'efervescència portant-lo al front d'Aragó, Artesa de Segre i per El Pertús al camp de concentració de Septfonds, a Occitània.
Amb la desfeta de la República tornà a Mataró amb 27 anys. A poc a poc, en aquests anys de la post-guerra van començar a sorgir modestos espais on es reunien amics amb inquietuds culturals. Entre altres, les tertúlies que organitzava a casa seva l'industrial Joan Mas, les de la barberia del músic Joan Tutó, les del gremi de les Belles Arts a casa dels Arenas i, més tardanament, el Racó. Entre aquest jovent amb inquietuds s'hi aplegaren, entre d'altres, el mateix Josep Punsola, el poeta; Josep Reniu, el rapsode; o Joan Tutó i Elisard Sala, els músics.
En aquesta etapa, Punsola consolidà la seva afició per la muntanya vinculant-se a la UEC de Mataró amb un grup d'amics i, paral·lelament, incorporant de forma decidida el paisatge i la natura a la seva obra. La confluència de la creació poètica amb l'estimació per la muntanya i la natura esdevindria prolífica. I és també en aquests anys quaranta que s'inicia la col·laboració amb el fotògraf Enric Fité. Els fruits foren generosos, amb films com Ensayos i Alter Ego (1946) - que reberen premis modestos - fins que arribà Porta Closa (1947), que seria reconeguda internacionalment amb el primer premi del Festival d'Estocolm, o Tares eternes (1948) a Campo de Fiori a Itàlia.